# جوزيف بوليتزر

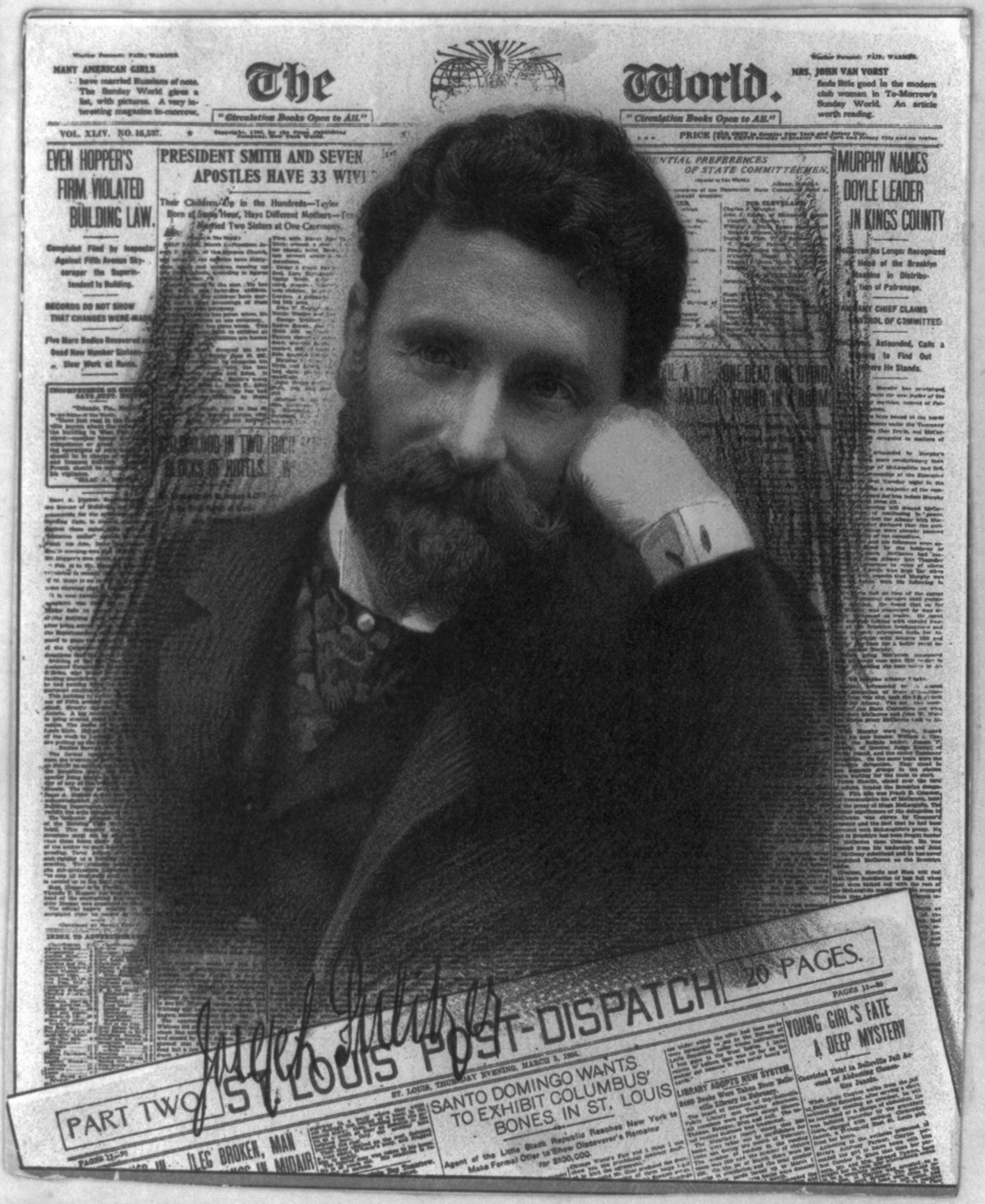
جوزيف بوليتزر

جوزيف بوليتزر (بالإنجليزية: Joseph Pulitzer) 10 أبريل 1847 في هنغاريا - 29 أكتوبر 1911 في كارولاينا الجنوبية. كان صحفي وناشر مجري - أمريكي، أصبح من أكبر ناشري الصحف الأمريكيين في التاريخ. استحدث جائزة بوليتزر للإنجازات في مجالات الصحافة والأدب والموسيقى والفن.

## حياته
انتقلت أسرته إلى بودابست وهو صغير. عند بلوغه سن سبعة عشر ترك وطنه بحثا عن عمل في السلك العسكري. ولكن قوات الجيش في كل من النمسا وفرنسا وبريطانيا رفضت قبوله لاعتلال صحته وضعف بصره. وقام أحد العسكريين الأمريكيين بتسجيل اسمه متطوعا في ألمانيا، كي يحارب في صفوف الجيش الاتحادي في الحرب الأهلية الأمريكية. وبعد خدمة قصيرة في الحرب استقر في مدينة سانت لويس بولاية ميسوري، وأصبح مواطنا أمريكيا واشتغل عامل .

## حياته العملية
عمل بوليتزر أول الأمر مراسلا لصحيفة تصدر باللغة الألمانية في سانت لويس. وفي غضون أربع سنوات، أصبح مديرا لتحريرها وشريكا في ملكيتها. وفي عام 1869 فاز بمقعد في المجلس التشريعي لولاية ميسوري. ثم اختير زعيما للجالية الألمانية في سانت لويس. كما ساعد هوراس جريلي في حملته الدعائية للرئاسة عام 1872. بعد مضي ثلاث سنوات أصبح عضوا في الحزب الديمقراطي الأمريكي وباع حصته في الصحيفة التي كانت تمثل الحزب الجمهوري.

## روابط خارجية
- جوزيف بوليتزر على موقع الموسوعة البريطانية (الإنجليزية)
- جوزيف بوليتزر على موقع إن إن دي بي (الإنجليزية)